# ريتشارد هيدالغو
ريتشارد هيدالغو (بالإسبانية: Richard Hidalgo) هو لاعب كرة قاعدة فنزويلي، ولد في 28 يونيو 1975 في كاراكاس في فنزويلا.

## وصلات خارجية
- ريتشارد هيدالغو على موقع دوري كرة القاعدة الرئيسي (الإنجليزية)
- ريتشارد هيدالغو على موقعبيزبول رفرنس.كوم (الدوري الرئيسي) (الإنجليزية)
- ريتشارد هيدالغو على موقعبيزبول رفرنس.كوم (الدوري الثانوي) (الإنجليزية)
- ريتشارد هيدالغو على موقع إي إس بي إن.كوم (أم.أل.بي) (الإنجليزية)
- ريتشارد هيدالغو على موقع مشجعي الرسوم البيانية (الإنجليزية)